# ارشک (گروه موسیقی)
ارشک یک گروه موسیقی راک ایرانی است که در سال ۱۳۷۹/۲۰۰۱ در شهر تهران تأسیس شد. موسیقی گروه شامل موسیقی بدون کلام و همچنین باکلام فارسی به عنوان راک فارسی می‌باشد و در سبک‌های پراگرسیو متال، پراگرسیو راک، جز فیوژن و همچنین راک در اپوزیسیون (RIO) طبقه‌بندی شده‌است.

## تاریخچه
ارشک در سال ۲۰۰۱ توسط پویان خواجوی و شهرام خسرویانی تأسیس گردید و در سال ۲۰۰۴ سلیم قاضی سعیدی به گروه پیوست. ترکیب گروه تا سال ۲۰۰۸ به صورت زیر بوده‌است:
- پویان خواجوی: گیتار برقی، آواز
- سلیم قاضی سعیدی: گیتار برقی، کی بورد، سینتی سایزر
- شهرام خسرویانی: درام

ارشک بین سال‌های ۲۰۰۲ تا ۲۰۰۳ در دانشگاه تهران اقدام به برگزاری کنسرت می‌کرد. گروه همچنین در سال ۲۰۰۶ در دانشگاه شهید بهشتی کنسرتی اجرا کرد و طی آن آهنگ‌هایی که بعداً در آلبوم فریاد در سال ۲۰۰۸ منتشر شد را اجرا نمود.

## آلبوم‌ها
ارشک بین سال‌های ۲۰۰۶ تا ۲۰۰۸ سه آلبوم بدون کلام به نام‌های آبراهادابرا (Abrahadabra)، شهریار (Sovereign) و اسطقس الاس (Ustuqus-al-Uss) منتشر کرد.
گروه در سال ۲۰۰۸ آلبوم فریاد را که موسیقی هاردراک با اشعار فارسی است منتشر کردند. در آهنگ‌های این آلبوم از اشعار فردوسی، مسعود سعد سلمان، مهدی اخوان ثالث و سعدی استفاده شده است.
| طرح جلد | تاریخ انتشار | عنوان       | آهنگ ها |
| ------- | ------------ | ----------- | --- |
|         | ۲۰۰۶         | آبراهادابرا | ۱- به پرنده سپردم ۲- افق ۳- دستاویز ۴- کابوس شب پاییزی ۵- سیر ۶- رقص خدایان ۷- ژوکر ۸- شکوه مرگ ۹- آبراهادابرا |
|         | ۲۰۰۷         | شهریار      | ۱- انسان-خدایی شهریار ۲- فیوضات ملوکانه ۳- آذرخش بی مهار ۴- ماردوش ۵- جلوس ۶- گیوتین ۷- حرمسرا ۸- شهریار       |